# Liste des ministres ivoiriens de l'Agriculture

## Liste des ministres ivoiriens de l'Agriculture
| Ministre                  | Parti         | Début du mandat   | Fin du mandat     | Président              |
| ------------------------- | ------------- | ----------------- | ----------------- | ---------------------- |
| Charles Bauza Donwahi     | PDCI-RDA      | 3 janvier 1961    | 15 juillet 1963   | Félix Houphouët-Boigny |
| Jean-Baptiste Mockey      | PDCI-RDA      | 15 juillet 1963   | 10 septembre 1963 | Félix Houphouët-Boigny |
| Félix Houphouët-Boigny    | PDCI-RDA      | 10 septembre 1963 | 23 septembre 1968 | Félix Houphouët-Boigny |
| Abdoulaye Sawadogo        | PDCI-RDA      | 23 septembre 1968 | 27 juillet 1977   | Félix Houphouët-Boigny |
| Denis Bra Kanon           | PDCI-RDA      | 27 juillet 1977   | 16 octobre 1989   | Félix Houphouët-Boigny |
| Vincent Pierre Lokrou     | app. PDCI-RDA | 16 octobre 1989   | 30 novembre 1990  | Félix Houphouët-Boigny |
| Lambert Kouassi Konan     | PDCI          | 30 novembre 1990  | 7 décembre 1993   | Félix Houphouët-Boigny |
| Lambert Kouassi Konan     | PDCI          | 15 décembre 1993  | 22 octobre 1995   | Henri Konan Bédié      |
| Lambert Kouassi Konan     | PDCI          | 11 août 1998      | 10 août 1999      | Henri Konan Bédié      |
| Luc Koffi                 | -             | 4 janvier 2000    | 18 mai 2000       | Robert Guéï            |
| Ahmed Timité              | -             | 18 mai 2000       | 27 octobre 2000   | Robert Guéï            |
| Alphonse Douati           | FPI           | 27 octobre 2000   | 5 août 2002       | Laurent Gbagbo         |
| Sébastien Djédjé Dano     | FPI           | 5 août 2002       | 1er octobre 2002  | Laurent Gbagbo         |
| Amadou Gon Coulibaly      | RDR           | 1er octobre 2002  | 23 février 2010   | Laurent Gbagbo         |
| Sangafowa Coulibaly       | RDR           | 23 février 2010   | 6 mai 2011        | Laurent Gbagbo         |
| Sangafowa Coulibaly       | RDR           | 6 mai 2011        | 4 septembre 2019  | Alassane Ouattara      |
| Kobenan Kouassi Adjoumani | RHDP          | 4 septembre 2019  | -                 | Alassane Ouattara      |